# Salar Aguas Calientes I
El salar Aguas Calientes I está ubicado en la Puna de Atacama de la Región de Antofagasta. Limita al norte y al este con el salar de Tara, al sur con el salar de Quisquiro y al oeste con el salar de Pujsa.

## Nombres

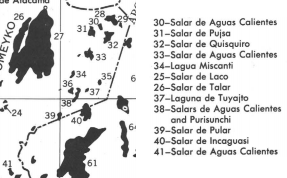
Ubicación y lista numerada de salares en América del Sur publicada en 1974 por Stoertz y Ericksen.

El nombre Aguas Calientes es un topónimo muy común en el altiplano chileno y existe una confusión en la denominación de los salares. Hans Niemeyer utiliza por eso la latitud sur de los accidentes geográficos en el nombre.: 197 
La siguiente tabla muestra la latitud sur de cada salar y los nombres asignados por diferentes autores.
| Latitud Sur | por Niemeyer                | por Alonso, Risacher y Salazar | por Salas y Ericksen (1987) | Stoerz y Ericksen (1974)      | Wikipedia castellana      | Luis Risopatrón 1924   |
| ----------- | --------------------------- | ------------------------------ | --------------------------- | ----------------------------- | ------------------------- | ---------------------- |
| 23°10′      | Aguas Calientes 23°10': 197 | Aguas Calientes 1: II-99       | Aguas Calientes 1 (n°17): 2 | Aguas Calientes (n°30): Fig.1 | Salar Aguas Calientes I   | -                      |
| 23°30′      | Aguas Calientes 23°30': 199 | Aguas Calientes 2: II-145      | Aguas Calientes 2 (n°20): 2 | Aguas Calientes (n°33): Fig.1 | Salar Aguas Calientes II  | Aguas Calientes 23°30′ |
| ~24°        | -                           | Aguas Calientes 3: II-207      | -                           | Aguas Calientes (n°38): Fig.1 | Salar Aguas Calientes III | Aguas Calientes 23°55′ |
| ~25°        | Aguas Calientes 25°: 209    | Aguas Calientes 4: II-263      | Aguas Calientes 3 (n°32): 2 | Aguas Calientes (n°41): Fig.1 | Salar Aguas Calientes IV  | Aguas Calientes 25°0′  |

Como puede verse, "salar Aguas Calientes 3" se utiliza para designar a dos salares diferentes. Alonso, Risacher y Salazar nombran así un salar cercano al paralelo 24° y advierten que el Instituto Geográfico Militar (Chile) y el Servicio Nacional de Geología y Minería de Chile lo consideran parte del salar de Talar. Salas & Ericksen nombran así, en 1987, el salar ubicado cerca del paralelo 25°S. Stoertz & Ericksen dieron a los 4 Salares el nombre "Aguas Calientes", sin numerarlos. Hans Niemeyer advierte también que el salar de Purisunchi de latitud ~24°S (y diferente del salar de Talar: 206 ), también es llamado salar Aguas Calientes.: 207  Otro ejemplo es la lista publicada en el libro de John K. Warren Evaporites: A Geological Compendium donde se cita una publicación de Stoertz y Erickson de 1993 y se intercambia los nombres de Aguas Calientes 1 y 3 (ver pág. 264).

## Hidrografía
Los afluentes del salar provienes de los cerros circundantes: desde los Guallaques bajan más de media docena de arroyos que ingresan por el occidente del salar, estas forman entre otras la aguada de Pacana que proporciana aguas de buena calidad. Por el norte vierte sus aguas el río Aguas Calientes que evita el congelamiento de la laguna. Proviene del cerro del mismo nombre desde donde fluye hacia el norte y luego hacia occidente, con un trayecto total de 6 km.
Otros afluentes ingresan desde la falda poniente del cerro Losloyo, y otros dos arroyos generados en la falda oriental de los cerros de Pacana.
Risacher, Alonso y Salazar entregan algunos datos sobre el salar:: 99 
- Altura 4280 m
- Superficie de la cuenca 281 km²
- Superficie del salar 15 km²
- Superficie de las lagunas 2-3 km²
- Precipitaciones 150 mm/año
- Evaporación potencial 1500 mm/año
- Temperatura media 1 °C

En su estudio concluyen que "Las aguas de aporte del salar de Aguas Calientes 1 son de mala calidad debido a una salinización por salmueras de tipo Na-(Ca) / Cl, de origen desconocido, probablemente afuera de la cuenca. El agua de la vertiente norte del salar, menos salina, muestra todavía algunos rasgos del agua diluida inicial. ... . Las posibilidades de encontrar aguas diluidas de buena calidad son más elevadas en el norte de la cuenca."